# Уна
Вижте пояснителната страница за други значения на Уна.
Уна (на босненски и на хърватски: Una) е река в Хърватия и Босна и Херцеговина, десен приток на Сава. Дължина 212 km, площ на водосборния басейн 9368 km².
Река Уна води началото си карстов извор на северния склон на планината Стражбеница (част от Динарските планини), на 1107 m н.в., в източната част на Задарска жупания в Хърватия. След като на известен участък служи за граница между Хърватия и Босна и Херцеговина южно от босненското село Маринброд изцяло навлиза на босненска територия. В горния си участък тече в посока север-северозапад между планинските масиви Осеченица и Гръмеч на изток и Плешевица на запад (всичките части от Динарските планини), в дълбока и тясна долина, като образува многочислени прагове. След град Бихач завива на североизток, като и тук долината ѝ остава тясна и дълбока, но относителната височина на околните планински масиви намалява. На 10 km след босненския град Босанска Крупа достига до хърватско-босненската граница и оттук до устието си формира участък от държавната граница между двете страни. При хърватското и босненското село Дубица излиза от планините и навлиза в крайната югозападна част на Среднодунавската низина. Тук долината ѝ значително се разширява, скоростта на течението ѝ намалява и се появяват множество меандри. Влива се отдясно в река Сава (десен приток на Дунав), на 89 m н.в., срещу хърватското село Ясеновац.
Водосборният басейн на Уна обхваща площ от 9368 km² (9,59% от водосборния басейн на Сава), като около 90% от него се намира на босненска територия, а останалите 10% – на хърватска територия. На изток водосборния басейн на Уна граничи с водосборните басейни на река Върбас и други по-малки десни притоци на Сава, на юг – с водосборния басейн на река Кърка (от басейна на Адриатическо море), на югоизток и югозапад– с водосборните басейни на малки и къси реки, губещи се в безотточните карстови падини на Динарските планини, а на северозапад – с водосборните басейни на реките Купа и Суня (десни притоци на Сава).
Основните притоци на Уна са предимно десни: Унац (66 km, 650 km²) и Сана (140 km, 3370 km²).
Уна има предимно дъждовно подхранване с ясно изразено пролетно пълноводие и за нея са характерни епизодичните летни прииждания в резултат на поройни дъждове във водособринят ѝ басейн. Среден тодишен отток в устието 202 m³/sec.
Водите на Уна основно се използват за промишлено и битово водоснабдяване, а в долното течение частично и за напояване. Поради това, че реката е многоводна почти през цялата година в най-долното си течение е плавателна за плиткогазещи съдове, а характерните бързеи и прагове в горното и средното ѝ течение са предпоставка за развиване на воден туризъм – рафтинг. В долината на реката виреят около 170 лечебни билки, а водите ѝ обитават 28 вида риби.
Долината на реката е гъсто заселена, като по-големите селища са градовете: Бихач, Босанска Крупа, Босанска Отока, Босански Нови, Дубица, всичките в Босна и Херцеговина.